# Eleições estaduais no Ceará em 1986
As eleições estaduais no Ceará em 1986 ocorreram em 15 de novembro como parte das eleições no Distrito Federal, em 23 estados e nos territórios federais do Amapá e Roraima. Foram eleitos o governador Tasso Jereissati, o vice-governador Castelo de Castro, os senadores Mauro Benevides e Cid Saboia de Carvalho, mais 22 deputados federais e 46 deputados estaduais.
Para entender o resultado desta eleição é preciso recuar até 1962 quando Virgílio Távora engendrou uma coligação denominada "União pelo Ceará" ao unir UDN e PSD e isto serviu como embrião da ARENA tão logo o Regime Militar de 1964 forçou o bipartidarismo e dividiu o poder estadual também com César Cals e Adauto Bezerra que formavam um triunvirato de coronéis cujo poder vinha do clientelismo e das patentes militares ostentadas pelo trio. Tamanho era o domínio exercido que, exceto pela vitória de Mauro Benevides para senador em 1974, o grupo não sofreu qualquer revés eleitoral. Entretanto com a proximidade das eleições de 1982 as tensões no PDS, o novo partido governista, levaram à escolha do professor e economista Gonzaga Mota, único nome capaz de aglutinar os grupos divergentes. Escolhido o cabeça de chapa, os coronéis acertaram que Adauto Bezerra seria o vice-governador e Virgílio Távora o senador com César Cals tendo o direito de indicar seu filho, César Cals Neto, à prefeitura de Fortaleza num tratado confirmado pela vitória de Gonzaga Mota.
A eleição de Tancredo Neves e o subsequente governo de José Sarney, todavia, mudaram o quadro político no estado a ponto de Gonzaga Mota romper com seus padrinhos e ingressar no PMDB abrindo o caminho à vitória do empresário Tasso Jereissati ao governo. Natural de Fortaleza, filho de Carlos Jereissati e genro de Edson Queiroz, o novo governador do Ceará é formado em Administração de Empresas na Fundação Getúlio Vargas e desenvolve a atividade política desde 1976, quando ingressou no  Centro Industrial do Ceará, uma espécie de fórum para debates políticos e econômicos. Sua gestão à frente do executivo estadual deu força política ao tassismo, responsável pela vitória de Ciro Gomes para prefeito de Fortaleza em 1988 e com o ingresso deles no PSDB em 16 de janeiro de 1990 foi erigida formalmente uma aliança política responsável pela chegada de Ciro Gomes ao Palácio Iracema naquele ano numa união que durou até às vésperas do pleito de 2006 quando a união foi rompida visto que Ciro Gomes e seu irmão, o então governador Cid Gomes, davam suporte ao governo Luiz Inácio Lula da Silva.
Consumada a defecção de Gonzaga Mota, os coronéis da política cearense reeditaram a extinta ARENA ao anunciar a chamada "Coligação Democrática" formada pelo PFL de Adauto Bezerra e o PDS de César Cals e Virgílio Távora com o apoio do PTB.

## Resultado da eleição para governador
De acordo com o Tribunal Regional Eleitoral do Ceará houve 293.271 (10,90%) votos em branco e 106.687 (3,97%) votos nulos calculados sobre um total de 2.690.314 eleitores com os 2.290.356 votos nominais assim distribuídos:
| Candidatos a governador do estado | Candidatos a vice-governador | Número | Coligação                                      | Votação   | Percentual |
| --------------------------------- | ---------------------------- | ------ | ---------------------------------------------- | --------- | ---------- |
| Tasso Jereissati PMDB             | Castelo de Castro PMDB       | 15     | Movimento Pró-Mudanças (PMDB, PDC, PCB, PCdoB) | 1.407.693 | 61,46%     |
| Adauto Bezerra PFL                | Aquiles Mota PDS             | 25     | Coligação Democrática (PFL, PDS, PTB)          | 807.315   | 35,25%     |
| Haroldo Coelho PT                 | Walton Miranda Leitão PSB    | 13     | PT, PSB                                        | 68.044    | 2,97%      |
| Francisco Quintela PSC            | Hugo Martins Lessa PSC       | 20     | União Liberal-Cristã (PSC, PL)                 | 7.304     | 0,32%      |
| Fontes:                           |                              |        |                                                |           |            |

## Resultado da eleição para senador
De acordo com o Tribunal Regional Eleitoral do Ceará houve 1.163.694 (21,63%) votos em branco e 210.989 (3,92%) votos nulos calculados sobre um total de 5.380.628 eleitores com os 4.005.945 votos nominais assim distribuídos:
| Candidatos a senador da República   | Candidatos a suplente de senador                                     | Número | Coligação                                      | Votação   | Percentual |
| ----------------------------------- | -------------------------------------------------------------------- | ------ | ---------------------------------------------- | --------- | ---------- |
| Mauro Benevides PMDB                | Djalma Eufrásio PMDB Humberto Esmeraldo Barreto PMDB                 | 151    | Coligação Pró-Mudanças (PMDB, PDC, PCB, PCdoB) | 1.219.289 | 30,44%     |
| Cid Saboia de Carvalho PMDB         | -                                                                    | 152    | Coligação Pró-Mudanças (PMDB, PDC, PCB, PCdoB) | 950.231   | 23,72%     |
| Paulo Lustosa PFL                   | Ernani Viana PFL João Batista Fujita PFL                             | 251    | Coligação Democrática (PFL, PDS, PTB)          | 732.169   | 18,28%     |
| César Cals PDS                      | Manuel de Castro Filho PDS Dias Macedo PDS                           | 111    | Coligação Democrática (PFL, PDS, PTB)          | 602.546   | 15,04%     |
| Esmerino Arruda PMDB                | -                                                                    | 154    | Coligação Pró-Mudanças (PMDB, PDC, PCB, PCdoB) | 116.990   | 2,92%      |
| Pedro Gurjão PDT                    | José Galba de Meneses Gomes PDT -                                    | 121    | PDT (sem coligação)                            | 114.019   | 2,85%      |
| Eduardo Jucá PSB                    | Miguel Newton de Arraes Alencar PSB Ayres Jose de Oliveira Peter PSB | 401    | PT, PSB                                        | 104.644   | 2,61%      |
| Nestor Vasconcelos PMDB             | -                                                                    | 153    | Coligação Pró-Mudanças (PMDB, PDC, PCB, PCdoB) | 65.151    | 1,63%      |
| Maria Cleide Carlos Bernal PT       | Maria Valda de Albuquerque PT Francisca Gonçalves Sobrinha PT        | 131    | PT, PSB                                        | 49.878    | 1,24%      |
| Alberto Leite Teixeira PDT          | Francisco Gomes Pereira PDT -                                        | 122    | PDT (sem coligação)                            | 19.668    | 0,49%      |
| Francisco José Loyola Rodrigues PSC | Francisco Moacir Leite PSC Eva Hempel Ferreira Gomes PSC             | 202    | União Liberal-Cristã (PSC, PL)                 | 16.375    | 0,41%      |
| Olga Nunes da Silva PL              | João Luciano de Abreu Matos PL Fernando Walter Ramos PL              | 222    | União Liberal-Cristã (PSC, PL)                 | 14.985    | 0,37%      |
| Fontes:                             |                                                                      |        |                                                |           |            |

## Deputados federais eleitos
São relacionados os candidatos eleitos com informações complementares da Câmara dos Deputados.

Representação eleita
  PMDB: 12
  PFL: 6
  PDS: 3
  PDT: 1

FonteːTSE
| Deputados federais eleitos | Partido | Votação | Percentual | Cidade onde nasceu | Unidade federativa  |
| Lúcio Alcântara            | PFL     | 102.691 |            | Fortaleza          | Ceará               |
| Moema São Thiago           | PDT     | 83.341  |            | Formiga            | Minas Gerais        |
| Paes de Andrade            | PMDB    | 72.748  |            | Mombaça            | Ceará               |
| Mauro Sampaio              | PMDB    | 64.089  |            | Fortaleza          | Ceará               |
| Bezerra de Melo            | PMDB    | 57.815  |            | Crateús            | Ceará               |
| Expedito Machado           | PMDB    | 56.462  |            | Crateús            | Ceará               |
| Ubiratan Aguiar            | PMDB    | 56.342  |            | Cedro              | Ceará               |
| Luís Marques               | PFL     | 53.697  |            | Tauá               | Ceará               |
| César Cals Neto            | PDS     | 49.554  |            | Fortaleza          | Ceará               |
| Orlando Bezerra            | PFL     | 49.291  |            | Juazeiro do Norte  | Ceará               |
| Firmo de Castro            | PMDB    | 48.786  |            | Fortaleza          | Ceará               |
| Osmundo Rebouças           | PMDB    | 46.452  |            | Aracati            | Ceará               |
| Carlos Virgílio Távora     | PDS     | 45.673  |            | Fortaleza          | Ceará               |
| Carlos Benevides           | PMDB    | 43.915  |            | Fortaleza          | Ceará               |
| Etevaldo Nogueira          | PFL     | 43.495  |            | Pedro II           | Piauí               |
| Moisés Pimentel            | PMDB    | 41.457  |            | Crateús            | Ceará               |
| Aécio de Borba             | PDS     | 40.929  |            | Fortaleza          | Ceará               |
| Gidel Dantas               | PMDB    | 40.459  |            | Caraúbas           | Rio Grande do Norte |
| Manuel Viana               | PMDB    | 40.084  |            | Fortaleza          | Ceará               |
| José Lins                  | PFL     | 39.954  |            | Crateús            | Ceará               |
| Furtado Leite              | PFL     | 39.104  |            | Santana do Cariri  | Ceará               |
| Raimundo Bezerra           | PMDB    | 38.053  |            | Crateús            | Ceará               |
| Fontes:                    |         |         |            |                    |                     |

## Deputados estaduais eleitos
Estavam em jogo 46 vagas na Assembleia Legislativa do Ceará.

Representação eleita
  PMDB: 24
  PFL: 13
  PDS: 5
  PDT: 2
  PT: 2

FonteːTSE
| Deputados estaduais eleitos | Partido | Votação | Percentual | Cidade onde nasceu | Unidade federativa |
| Narcélio Limaverde          | PMDB    | 36.468  |            | Fortaleza          | Ceará              |
| Antônio Câmara              | PMDB    | 31.734  |            | Tauá               | Ceará              |
| Alexandre Figueiredo        | PMDB    | 30.043  |            | Sobral             | Ceará              |
| Maria Dias                  | PMDB    | 29.057  |            | Fortaleza          | Ceará              |
| Francisco Aguiar            | PMDB    | 28.983  |            | Fortaleza          | Ceará              |
| Macário de Brito            | PMDB    | 28.598  |            | Campos Sales       | Ceará              |
| Antônio dos Santos          | PFL     | 27.427  |            | Crateús            | Ceará              |
| Tomaz Brandão               | PMDB    | 26.961  |            | Crateús            | Ceará              |
| Jarbas Bezerra              | PFL     | 25.888  |            | Juazeiro do Norte  | Ceará              |
| Agaci Fernandes             | PMDB    | 25.337  |            | Russas             | Ceará              |
| Erasmo Alencar              | PMDB    | 25.088  |            | Catolé do Rocha    | Paraíba            |
| Manuel Duca                 | PMDB    | 23.910  |            | Fortaleza          | Ceará              |
| Maria Lúcia                 | PMDB    | 23.319  |            | Monsenhor Tabosa   | Ceará              |
| José Prado                  | PFL     | 22.113  |            | Sobral             | Ceará              |
| Antônio Bitu dos Santos     | PFL     | 22.083  |            | Crato              | Ceará              |
| Pinheiro Landim             | PMDB    | 21.778  |            | Solonópole         | Ceará              |
| Edson Silva                 | PDT     | 21.215  |            | Fortaleza          | Ceará              |
| Eudoro Santana              | PMDB    | 20.947  |            | Quixeramobim       | Ceará              |
| Liardeson Pontes            | PDS     | 20.713  |            | Fortaleza          | Ceará              |
| Everardo Silveira           | PMDB    | 20.651  |            | Baturité           | Ceará              |
| Teófilo Girão               | PFL     | 19.952  |            | Morada Nova        | Ceará              |
| Marcos Cals                 | PDS     | 19.693  |            | Recife             | Pernambuco         |
| Carlos Cruz                 | PMDB    | 19.021  |            | Juazeiro do Norte  | Ceará              |
| Antônio Tavares             | PMDB    | 18.852  |            | Barro              | Ceará              |
| Tarcísio Monteiro           | PMDB    | 18.829  |            | Icó                | Ceará              |
| Eufrasino Neto              | PMDB    | 18.697  |            | Poranga            | Ceará              |
| Domingos Fontes             | PFL     | 18.420  |            | Fortaleza          | Ceará              |
| João Luiz Ramalho           | PFL     | 17.626  |            | Fortaleza          | Ceará              |
| Ciro Gomes                  | PMDB    | 17.602  |            | Pindamonhangaba    | São Paulo          |
| Fonseca Coelho              | PFL     | 17.712  |            | Tamboril           | Ceará              |
| Luiz Pontes                 | PMDB    | 17.381  |            | Fortaleza          | Ceará              |
| Barros Pinho                | PMDB    | 17.337  |            | Teresina           | Piauí              |
| Antônio Jacó                | PDS     | 17.158  |            | Redenção           | Ceará              |
| Erivano Cruz                | PFL     | 17.129  |            | Barbalha           | Ceará              |
| Júlio Rego                  | PFL     | 17.043  |            | Tauá               | Ceará              |
| Geraldo Azevedo             | PFL     | 16.632  |            | Itapipoca          | Ceará              |
| Nilo Sérgio                 | PDS     | 16.332  |            | Várzea Alegre      | Ceará              |
| Franzé Moraes               | PMDB    | 16.264  |            | Fortaleza          | Ceará              |
| Cláudio Pinho               | PMDB    | 15.825  |            | Fortaleza          | Ceará              |
| Gomes Farias                | PMDB    | 15.689  |            | Ipu                | Ceará              |
| Pedro José                  | PFL     | 15.682  |            | Pacajus            | Ceará              |
| Elmo Moreno                 | PDS     | 15.354  |            | Iguatu             | Ceará              |
| Ednaldo Bessa               | PFL     | 15.174  |            | Beberibe           | Ceará              |
| João Alfredo                | PT      | 9.588   |            | Fortaleza          | Ceará              |
| Paulo Quezado               | PDT     | 6.636   |            | Aurora             | Ceará              |
| Ilário Marques              | PT      | 6.086   |            | Quixadá            | Ceará              |
| Fontes:                     |         |         |            |                    |                    |